# Plug (polumjesečnik, Zagreb)
Plava revija je bio ilustrirani hrvatski polumjesečnik. Izlazio je od 20. veljače 1944. do 25. prosinca 1944. godine.
Uređivao ga je Zdravko Brajković.